# Ars Nova

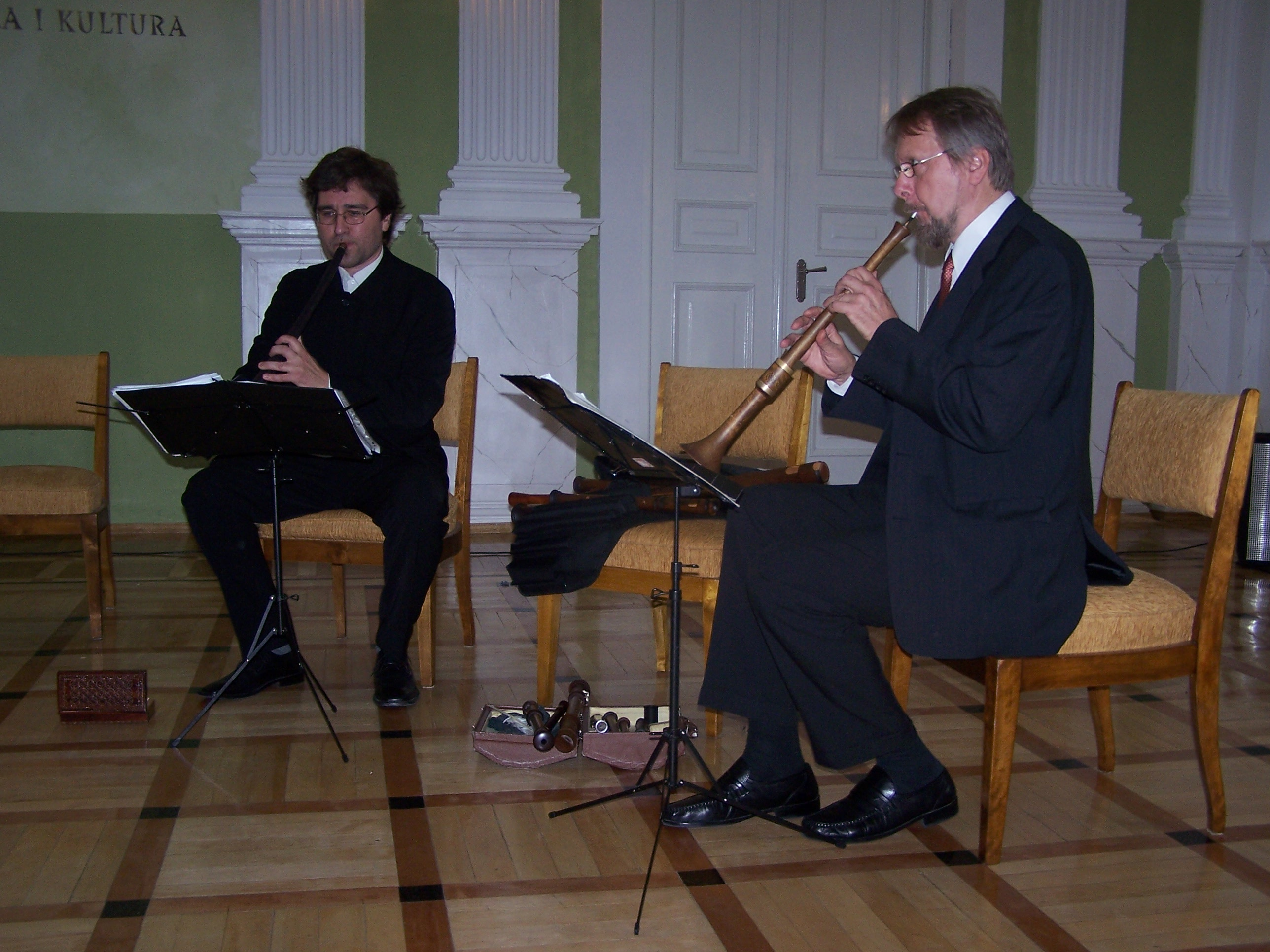
Ars Nova - instrumenty dęte, po prawej Jacek Urbaniak

Ars Nova – zespół instrumentów dawnych Warszawskiego Towarzystwa Muzycznego działający od 1981 roku pod kierunkiem Jacka Urbaniaka. Od 2014 r. zespołem kieruje też Krzysztof Owczynik. Zespół wykonuje muzykę polską i europejską XV - XVII wieku. Wykonał około 800 koncertów i nagrał 26 CD, w tym wiele prawykonań polskiej muzyki średniowiecznej i renesansowej.

## Działalność
W ciągu trzydziestu siedmiu lat działalności zespół zagrał około 800 koncertów w kraju i za granicą oraz nagrał 26 płyty CD, poza tym wykonał liczne nagrania dla radia i telewizji. Był wielokrotnie nominowany do nagrody Fryderyka, otrzymał ją w 1996 za płytę z muzyką polskiego renesansu Melodyje na psałterz polski Mikołaja Gomółki. Grupa brała też udział w spektaklach Opery Narodowej (Ludus Danielis, Jadwiga Królowa Polska) i Warszawskiej Opery Kameralnej (Cantigas de Santa Maria).
Od marca 2012 roku zespołem kieruje także Krzysztof Owczynik (drugi kierownik).

## Repertuar
Ars Nova specjalizuje się w muzyce europejskiej XV do XVI wieku. Zespół wydał premierowe nagrania wielu dzieł muzyki polskiego średniowiecza i renesansu, Jest zespołem mającym w stałym repertuarze wszystkie zachowane dzieła Mikołaja z Radomia, Piotra z Grudziądza, Krzysztofa Klabona, Sebastiana Klonowica, Cypriana Bazylika, tańce z tabulatury Jana z Lublina. W repertuarze zespołu znajdują się również staropolskie pieśni wielkopostne, pieśni sefardyjskie oraz utwory pochodzące z następujących zbiorów oraz autorów:
- Cantigas de Santa Maria – Alfons X Mądry
- Estampidy
- Jan z Jasiennej
- Msza Guillame'a de Machauta
- Hildegarda z Bingen
- Adam de la Halle
- Wisław z Rugii
- Llibre Vermell de Montserrat
- Jerzy Rudolf Legnicki
- pieśni Sebastiana Fabiana Klonowica: Hebdomas, to jest Siedem tegodniowych piosnek wyjętych z pierwszych Ksiąg Moiżeszowych... (prawykonanie)
- dzieła wszystkie Cypriana Bazylika (15 pieśni, w tym 4 prawykonania)
- muzyka polskiego średniowiecza: Mikołaj z Radomia, Piotr z Grudziądza, Anonimy
- muzyka polskiego renesansu: Mikołaj Gomółka, Wacław z Szamotuł, Marcin Leopolita, tańce z Tabulatury Jana z Lublina, Krzysztof Klabon
- pieśni kurpiowskie Apolonii Nowak, Pieśni Kurpiowskie - Karol Szymanowski
- utwory współczesne na instrumenty dawne: Kazimierz Serocki, Witold Lutosławski, Paweł Szymański, Paweł Mykietyn, Juliusz Łuciuk, Bernadetta Matuszczak, Rafał Stradomski, Piotr Moss, Sebastian Krajewski, Krzysztof Owczynik, Jacek Urbaniak

Oprócz utworów w formie oryginalnej, zespół wykonuje własne opracowania nie tylko muzyki dawnej, lecz także współczesnej i ludowej oraz własne kompozycje.

## Dyskografia
- Musique a la chapelle des Jagiellons, 1990, Accord, Paryż
- Petrus de Grudziądz, 1991, Accord, Paryż
- El Llibre Vermell, 1991, JAM, Warszawa
- Mikołaj z Radomia, 1995, DUX, Warszawa (nominacja do Fryderyk 1995)
- Muzyka na Wawelu, 1995, DUX, Warszawa (nominacja do Fryderyk 1995)
- Zaświeć niesiundzu, 1996, DUX, Warszawa
- Melodie na psałterz polski. Psalmy Mikołaja Gomółki-Jana Kochanowskiego, 1996, DUX, Warszawa (Nagroda Fryderyk'96)
- W Dzień Bożego Narodzenia, sol. Łucja Prus, 1996, Polnet, Warszawa
- Millenium Sancti Adalberti-Wojciechi, 1997, Polskie Radio, Warszawa
- Bogurodzica. Hymny, sekwencje, utwory wielogłosowe polskiego średniowiecza, 1997, Tonpress, Warszawa
- Pieśni sefardyjskie, sol. J.T. Stępień, 1997, ZPR Records, Warszawa
- Romantyczność - w 150. rocznicę śmierci Adama Mickiewicza, 1998, Radio Białystok, DUX
- Andrzej Hiolski śpiewa kolędy, 1998, Silva Rerum, Warszawa
- Muzyka Jagiellonów - rękopis Krasińskich XV w., 2001, Travers, Warszawa
- Anatomia Kobyły - pieśni ludowe o koniu, 2002, Travers, Warszawa (Nominacja do Fryderyk 2003)
- Muzyka Piastów Śląskich XIII–XV w., 2004, Travers, Warszawa
- Rudolphina - skarby Legnicy XVI/XVII w., 2004, DUX, Warszawa
- Jezusa Judasz przedał - stropolskie utwory wielkopostne XV–XVI w., 2004, DUX, Warszawa
- Tańce renesansowe-Niderlandy, 1611 r., Cornelis Schuyt, 2004 r., Travers, Warszawa
- Muzyka Polskiego Średniowiecza, 2006 r. Travers, Warszawa
- Muzyka Polskiego Renesansu, 2007 r. Travers, Warszawa
- O cudownych uzdrowieniach (Cantigas de Santa Maria, Estampidy), 2008 r. Travers, Warszawa
- Sebastian Fabian Klonowic - Hebdomas prawykonanie 10 pieśni S. Klonowica, XVI w. (dodatek do książki o dziele S.Klonowica), 2010 r. wyd. Neriton, Warszawa
- Tabulatura Warszawskiego Towarzystwa Muzycznego  (zwana też tabulaturą łowicką) z XVI w., 2010 r. Travers, Warszawa
- Cyprian Bazylik, dzieła wszystkie, 2012 r. Travers, Sieradzkie Centrum Kultury
- Sebastian Klonowic, dzieła wszystkie. "Hebdomas" - pieśni o stworzeniu świata, psalmy, 2014, Travers, Warszawa